# CVA-01
El CVA-01 fue un proyecto de portaaviones del Reino Unido cancelado en 1966.

## Historia
Este proyecto, denominado CVA-01 (Fleet Carrier, Attack), inició en 1962 para construir un reemplazo a los portaaviones de la Segunda Guerra Mundial. Se trataba de un total de dos (2) portaaviones para la Royal Navy.
El diseño fue un portaaviones de propulsión convencional con más de 50 000 t de desplazamiento, 282 m de eslora y 56 m de manga. Su ala aérea embarcada alcanzaba las cincuenta aeronaves que incluyen los jets F-4 Phantom II y Buccaneer. Para su autodefensa se proyectaba el misil Sea Dart. El nombre designado para la primera nave fue HMS Queen Elizabeth.
Sin alcanzar a construir ningún portaaviones, el proyecto quedó cancelado en 1966 junto a los destructores Tipo 82, durante un recorte del presupuesto militar.